# Aeropedellus nigrepiproctus
Aeropedellus nigrepiproctus är en insektsart som beskrevs av Kang och Yonglin Chen 1990. Aeropedellus nigrepiproctus ingår i släktet Aeropedellus och familjen gräshoppor. Inga underarter finns listade i Catalogue of Life.